# Carbios
Carbios ist ein französisches Biochemie-Unternehmen mit Sitz im Wissenschaftspark Biopôle Clermont-Limagne nahe der französischen Stadt Clermont-Ferrand. Es forscht unter anderem am „enzymatischen Biorecycling“ von Kunststoffen, also deren Zersetzung mithilfe von Enzymen, um sie anschließend wiederzuverwenden.

## Geschäftsidee
Bei konventionellen Verfahren zur Wiederverwendung sortenreiner Kunststoffe wird der Kunststoff sortiert, gereinigt und eingeschmolzen. Dieser Vorgang lässt sich nur begrenzt wiederholen, da die Qualität des Rezyklats mit jedem Einschmelzvorgang durch Eintrag von Verschmutzungen schlechter wird.
Carbios verfolgt stattdessen einen biochemischen Ansatz. In der Annahme, in Mülldeponien auf spezielle Bakterien zu stoßen, die Kunststoffe zum Energiegewinn enzymatisch abbauen können, untersuchten die Forscher des Unternehmens 2011 gezielt tausende unterschiedliche Arten von Mikroorganismen. Dabei entdeckten sie Organismen, die ein Enzym zum Abbau von Polyethylenterephthalat-Kunststoff nutzen, die PET-Depolymerase. Durch gezielt ausgelöste Mutationen konnte die Abbaugeschwindigkeit der bakteriellen  Enzyme deutlich gesteigert werden. Bei dem Verfahren von Carbios können unterschiedliche PET-Produkte wie Verpackungen und Textilien (Polyester) verarbeitet werden. Verschiedenfarbige Produkte lassen sich in Monomere zerlegen, ohne sie vorher zu sortieren, um daraus wieder farbloses neuwertiges PET oder Polyestergarn für Textilien herzustellen. Das Ziel von Carbios ist eine echte Kreislaufwirtschaft für Kunststoffe.

## Unternehmensgeschichte
Das Unternehmen wurde im April 2011 gegründet. 2012 schloss sich Carbios mit anderen französischen Start-ups für ein Forschungsprojekt unter dem Namen „Thanaplast“ zusammen und kooperierte dann ab 2013 mit dem Austrian Centre of Industrial Biotechnology. Später unterzeichnete man ein Abkommen mit dem französischen Umweltunternehmen Suez. Suez lieferte eingelagerte Kunststoffabfälle, mit denen Carbios sein Verfahren unter realistischen Bedingungen optimieren konnte.
Ebenfalls im Jahr 2013 fand der Börsengang statt. Seitdem wird die Aktie am Börsenplatz Euronext gehandelt. 2014 bezog Carbios den jetzigen Standort im Wissenschaftspark Biopôle Clermont-Limagne bei Clermont-Ferrand. 2016 gründete Carbios zur Herstellung von abbaubaren Kunststoffen die Tochterfirma Carbolice. Die Tochterfirma entwickelt unter anderem Folien für landwirtschaftliche Zwecke mit einem Gehalt von bis zu 20 Prozent an biobasierten und kompostierbaren Milchsäuremolekülen, sog. Polylactiden. 2017 begann Carbios eine Zusammenarbeit mit dem Ölfelddienstleister und Anlagenbauer TechnipFMC.
2019 traf Carbios mit dem französischen L'Oreal-Konzern die Vereinbarung, gemeinsam ein Konsortium zu gründen. Ziel sei es, Kunststoffe mit biotechnologischen Mitteln in industriellem Maßstab wiederzuverwerten. Diesem Konsortium schlossen sich im selben Jahr die Firmen Nestlé Waters, PepsiCo und der japanische Getränkehersteller Suntory Beverage & Food Europe an.
2020 veröffentlichte die Zeitschrift Nature einen viel zitierten Artikel, in dem beschrieben wurde, wie die Technologie von Carbios PET-Flaschen in „chemische Bausteine für die Herstellung neuer, hochwertiger Kunststoffe“ umwandelt und innerhalb von 10 Stunden eine Tonne geschredderten Kunststoff zu 90 Prozent in seine Monomere zerlegt habe. Die Flaschen müssten vor dem Erhitzen zuerst zerkleinert werden. Trotz dieses zusätzlichen Aufwands werde das Verfahren als lohnend eingestuft, da die Kosten dieses Prozesses nur etwa 4 Prozent der Gesamtkosten für die Produktion neuer PET-Flaschen aus Rohöl betragen würden.
Ebenfalls 2020 wurden aus Polyester-Textilien die ersten PET-Flaschen hergestellt, die identische Eigenschaften wie PET-Neuware aus Rohöl haben. Damit konnten nicht nur PET-Flaschen als Ausgangsmaterial für den Recycling-Prozess genutzt werden, sondern auch Textilabfälle. Im nächsten Schritt produzierten alle Mitglieder des Konsortiums mit den gewonnenen Monomeren erfolgreich Originalverpackungen ihrer Hauptprodukte wie Orangina, Pepsi-Cola, Perrier etc. Carbios kündigte daraufhin den Bau einer Fabrik in Saint-Fons (Lyon) zu Demonstrations- und Dokumentationszwecken an. Nach der Beteiligung von Michelin im Juli 2020 entschied Carbios, die Anlage auf dem Betriebsgelände von Michelin nahe Clermont-Ferrand zu errichten. Auch die zuvor unterschiedlich lokalisierten Entwicklungslabore und Pilotanlagen wurden dort konzentriert. Sie wurde im September 2020 in Betrieb genommen und sollte Daten- und Planungsgrundlagen für den Bau einer größeren Referenzanlage mit einer Jahreskapazität von 40 000 Tonnen liefern.  Potentiellen Lizenznehmern wurden Chargen der erzeugten Monomere zur technischen und regulatorischen Validierung von Recycling-PET zur Verfügung gestellt.
Einige zukünftige Abnehmer sind bereits über Aktienpakete am Unternehmen beteiligt (L’Oréal, Michelin, Groupe Occitan) oder haben Partnerschaften geschlossen (Nestlé, PepsiCo und der japanische Getränkehersteller Suntory). Bereits jetzt realisierte und validierte Einsatzzwecke sind Produktverpackungen in Lebensmittel-, Getränke- und Kosmetikindustrie sowie Polyestergarn bei der Reifenherstellung.
2022 wurde aus gemischtfarbigen Textilabfällen erfolgreich farbneutrales für Textilien geeignetes Polyestergarn und transparente PET-Flaschen hergestellt.

### Zukünftige Projekte
In Longlaville soll eine Anlage mit einer Kapazität von 50 000 Tonnen PET-Abfall entstehen. Der weltgrößte PET-Verpackungsrecycler Indorama Ventures aus Thailand soll sich an der Investition beteiligen und im Erfolgsfall eigene neue Anlagen mit dem Carbios-Verfahren betreiben.